# Tunayana
Tunayana (Okoimoyána, Tonayena, Toonahyann; Vodeni ljudi).- Indijansko pleme iz porodice Cariban, srodno grupi Wai-Wai, nastanjeno u brazilskoj državi Pará. Pleme Tunayana ili Vodene ljude spominje još Barrington Brown, koji su tada živjeli oko izvora rijeke Trombetas. Naivne legende govore da je ovo pleme imalo napravljene umjetna jezera, okružena velikim koljem, do kojih bi se noću povlačili i spavali s tijelom ispod vode. Guppy koji navodi ovu legendu, spominje dalje da je neke pripadnike ovog plemena ipak pronašao 1914. William Curtis Farabee. Za muškarca kojega je vidio, rekao je da ima plosnat gornji dio lica, širok nos i debele usnice. Žena ovoga muškarca imala je uzak donji dio lica. Kasnije se dugo o ovim Indijancima nije čulo. Oni ipak nisu nestali, pa ih još ima naseljenih u državi Para i moguće njoj susjednim sjevernim državama. Plemena Tunayana i ništa manje misteriozniji Mawayana Indijanci (Indijanci Žabe) danas žive s plemenom Wai-Wai.

## Vanjske poveznice
- Indianen van Suriname (sa slikama)
- Giving them back their languages  Arhivirana inačica izvorne stranice od 24. srpnja 2006. (Wayback Machine)